# Coronavirus porcino HKU15
El coronavirus porcino HKU15 (PorCoV HKU15) se descubrió por primera vez en un estudio de vigilancia en Hong Kong, China, se informó por primera vez que estaba asociado con diarrea porcina en febrero del año 2014. Se identificó como PorCoV HKU15 en cerdos con enfermedad de diarrea clínica en el estado de Ohio, Estados Unidos.
Se ha publicado el genoma completo de una cepa estadounidense. Desde entonces, se ha identificado en granjas porcinas en Canadá. El virus se ha denominado coronavirus porcino HKU15, deltacoronavirus porcino y deltacoronavirus porcino. 